# Sven Fugl
Svend 'Sven' Otto Nyland Fugl (født 10. april 1924 i Ranum, død 5. februar 2009) var radiodirektør ved Danmarks Radio i perioden fra 1979 til 1987.
Sven Fugl blev født i Ranum og blev i 1945 student fra Marselisborg Gymnasium. Inden karrieren i Danmarks Radio arbejdede han som udenrigschef for Ritzau. En post han tiltrådte i 1959.
Fugl begyndte som programmedarbejder i Danmarks Radios Kultur- og samfundsafdeling i 1966 og blev tre år senere udnævnt til programredaktør. Desuden var Sven Fugl i en periode præsident for EBU's Radiokomite.
I sit otium udgav Sven Fugl romanen Dengang jeg var Ghib fra 1996. Året efter blev bogen præmieret med Statens Kunstfonds produktionspræmie.
Sven Fugl blev i 1947 gift med Grethe Madsen og sammen fik de døtrene Mette Fugl og Kirstine Fugl Pedersen.